# Brickellia glomerata
Brickellia glomerata là một loài thực vật có hoa trong họ Cúc. Loài này được Fernald mô tả khoa học đầu tiên năm 1901.